# Percy Franklin Woodcock

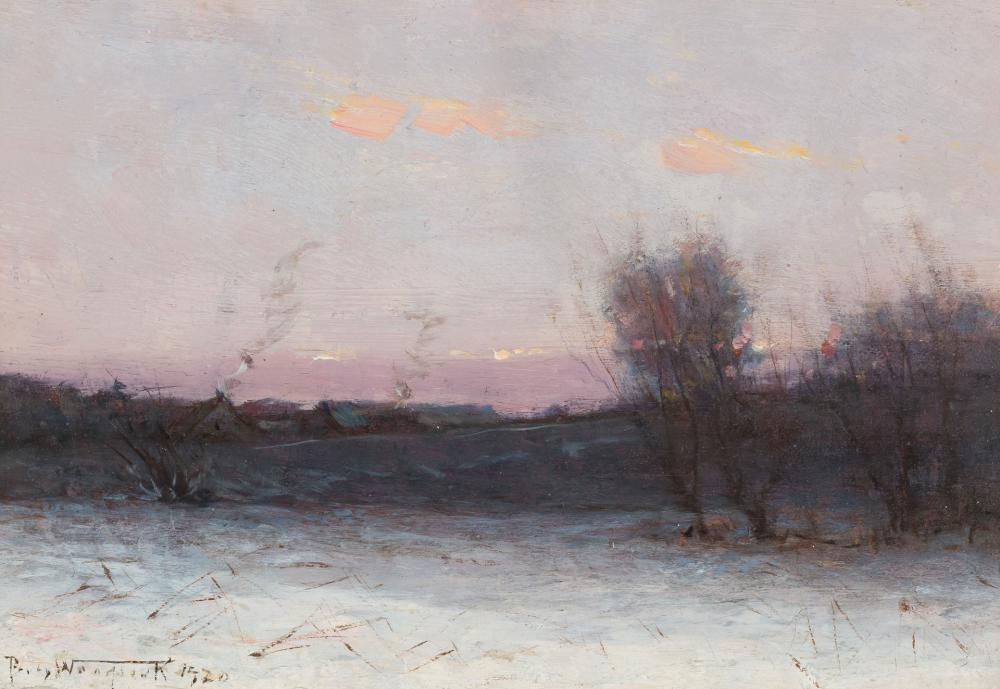
Percy Franklin Woodcock: Sunset, 1920

Percy Franklin Woodcock (* 17. August 1855 in Athens, Ontario, Kanada; † 11. Februar 1936 in Montreal) war ein kanadischer Maler und Kunstpädagoge. Percy Woodcock war ein früher kanadischer Bahá'í, der der Bahá’í Temple Unity angehörte.

## Leben
Percy Woodcock wurde als Sohn des anglikanischen Geistlichen Reverend Eli Woodcock und Phoebe Ann Wiltse geboren und wuchs in einer methodistischen Familie auf. In den 1860er Jahren studierte er Kunst am Albert College in Belleville. Percy Woodcock unterhielt 1877 für kurze Zeit ein Atelier in Montreal, bevor er im folgenden Jahr sein Kunststudium an der Ecole des Beaux-Arts in Paris fortsetzte, wo er bis 1887 blieb. Nach seiner Rückkehr nach Kanada war er nur wenige Jahre Direktor der Kunstschule von Brockville, bevor er sein Kunststudium in Frankreich bei John Lavery wieder aufnahm. Nach weiteren Studien in den Niederlanden kehrte er 1887 nach Kanada zurück und wurde 1888 Direktor der Brockville Art School, eine Position, die er bis 1890 innehatte. Danach reiste er durch Nordamerika und Europa, um seine Werke auszustellen.
In den frühen 1900er Jahren trat Woodcock der Bahá'í-Religion bei und engagierte sich aktiv in der Gemeinde, unter anderem als Mitglied der Bahá'í Temple Unity, dem Verwaltungsgremium für den Bau von Tempeln in Nordamerika. 1912 reiste er mit seiner Familie nach Europa und begleitete 'Abdu'l-Bahá auf seiner Reise in die Vereinigten Staaten. Die Familie ließ sich schließlich in Montreal nieder, wo Woodcock bis zu seinem Tod 1936 lebte.
Seine Werke wurden in bedeutenden Ausstellungen in Kanada, England, Frankreich und den USA gezeigt und befinden sich in den Sammlungen mehrerer Museen, darunter der National Gallery of Canada. Woodcock war Mitglied der Royal Canadian Academy of Arts (RCA) und der Ontario Society of Artists (OSA). Percy Woodcock war einer der kanadischen Künstler, die von William Van Horne, einem der größten Kunstsammler Kanadas, beauftragt wurden, die grandiosen und beeindruckenden Ansichten der Rocky Mountains zu malen. Percy Woodcock war auch William Van Hornes künstlerischer Berater.
Russell Harper bemerkt, dass Percy Woodcock „hauptsächlich Landschaften malte, mit einer Vorliebe für die silbergrauen Sümpfe des ländlichen Quebec“. Seine bevorzugten Malorte lagen in Ontario und Quebec, aber er reiste auch nach England, Ägypten und in die USA, insbesondere nach Vermont, New Hampshire und New York.